# 廖昆金
廖昆金（1906年1月30日—？年），晚號長壽翁，臺灣教育工作者，雲林崙背人，曾任臺南縣立虎尾初級中學（今國立虎尾高級中學）校長、雲林縣北港區署區長。1989年後與家人失聯，已於2014年宣告死亡。

## 生平
廖昆金於明治三十九年（1906年）1月30日生於今雲林縣崙背鄉，家中排行長男。父廖金把曾任崙背庄協議會員、崙背庄庄長。廖昆金之妻廖鍾瓊為彰化高女（今國立彰化女子高級中學）畢業。他公學校畢業後即進入臺灣總督府臺南師範學校（今國立臺南大學），畢業後在水林公學校（今雲林縣水林鄉水燦林國民小學）任教。後赴日進修，先後畢業於橫濱橫濱市本牧中學、私立日本大學法學系，昭和七年（1932年）畢業後當年在東京設立特許事務所，從事專業代辦人，並在日本大學山岡法律學研究室進修，1935年畢業即回臺，於次年把事務所遷至嘉義市，1940年再遷至虎尾郡崙背庄。先後參加高等學校、中等學校教師資格考試和國家高等考試、辨理士考試及格。
日治時期曾任辦理士（專利代理人）、南進農產工業株式會社社長兼常務董事（1937年）、崙背信用組合監事、崙背庄方面委員、皇民奉公會虎尾郡支會參與、虎尾郡米穀統制組合總代、嘉義市開業司法米穀統制組合總代、崙背庄役場助役（略同今之鄉公所副鄉長或秘書）、崙背農業組合長。光復後，1946年4月奉派為臺南縣立虎尾初級中學首任校長，主導制度建立、規章擬定，並推行校務，使該校初具規模。後該校併入臺灣省立虎尾女子中學，改制成立臺灣省立虎尾中學。他也因此辭職，1949年10月改任雲林縣北港區署區長。這段時間也當過台南縣參議員。1951年，臺灣省開始實施地方自治，廖參加首任民選雲林縣長選舉，敗給中國國民黨提名的吳景徽，以極小差距落選。後歷任雲林縣地方自治指導員、臺南縣政府社會科科長、臺灣省糧食局臺東分局課長。1957年退休後舉家移民巴西。長女廖碧霞及夫婿陳樹桐仍留臺任教音樂。滿九十歲時自號長壽翁。
1989年1月9日其離臺出境後即下落不明，家屬遂於2014年向雲林地院聲請其死亡宣告。